# 和泉Tsubasu
（5月8日—）是日本女性插畫家。主要擔當十八禁美少女遊戲的原畫和人物設計等工作。岐阜縣出身，現在住在愛知縣。

## 作品列表
成人遊戲
- 望見青空之丘（青空の見える丘）（feng、2006年4月21日）
- 染紅的街道（あかね色に染まる坂）（feng、2007年7月27日）
- 純白交響曲（ましろ色シンフォニー -Love is pure white-）（Palette、2009年10月30日）
- 戀花綻放櫻飛時（恋がさくころ桜どき）（Palette、2014年6月27日）
- 9-nine-九次九日九重色（9-nine-ここのつここのかここのいろ）（Palette、2017年4月28日）
- 9-nine-天色天歌天籟音（9-nine-そらいろそらうたそらのおと）（Palette、2018年4月27日）
- 9-nine-春色春戀春之風（9-nine-はるいろはるこいはるのかぜ）（Palette、2019年4月26日）
- 9-nine-雪色雪花雪之痕（9-nine-ゆきいろゆきはなゆきのあと）（Palette、2020年4月24日）

一般向游戏
- Summer Pockets（サマーポケッツ）（Key、2018年6月29日）

動畫插畫
- ef - a tale of memories.第7話預告插畫
- 要聽爸爸的話第10話片尾插畫
- 我的妹妹哪有這麼可愛。第2季第9話片尾插畫
- 翠星上的加爾岡緹亞第12話片尾插畫
- 銃皇無盡的法夫納第10話片尾插畫

小說插畫
- 我的親愛主人!?（鷹野祐希）
- GIRLS'★REVOLUTION（松りんこ）

## 外部連結
- 翡翠亭（页面存档备份，存于）（同人社團）
- http://yaplog.jp/tsubasu/（页面存档备份，存于）（部落格）
- 和泉つばす的X（前Twitter）